# Sarascelis rebiereae
Sarascelis rebiereae là một loài nhện trong họ Palpimanidae. Loài này được phát hiện ở Ivoorkust.